# Санджак Авлона
Санджак Авлона, позднее также назывался Санджак Берат (тур. Avlonya Sancağı, алб. Sanxhaku i Vlorës, англ. Sanjak of Avlona) — один из санджаков Османской империи, столицей которого был город Берат в Албании. Он был основан в 1466 году, после строительства Эльбасанского замка на территории, которая принадлежала предыдущему османскому санджаку, санджаку Албания.

## Территория
Территория санджака Авлона простирается между рекой Шкумбини на севере и Акрокераунскими горами на юге.
У этого санджака было две казы: Берат и Валона. До основания санджака Дельвина в середине XVI века к санджаку Авлона также принадлежали следующие города (казы): Дельвина, Гирокастра, Мюзекия и Лаберия.

## Политика
Валона была завоевана турками-османами в июне 1417 года. В 1431 году санджак Албания был создан из районов современной западной Албании.
В конце XV века, чтобы стимулировать торговлю, турки-османы основали небольшую общину евреев-сефардов.
Гедик Ахмед-паша был санджакбеем санджака Авлона в 1479 году . Бали-бей, сын Яхья-паши, стал санджакбеем санджака Авлона в 1506 году . Мехмед-бей Исакович, сын Исы-бея Исаковича, был назначен санджабеем Авлоны в январе 1516 года . Музаффер-паша был санджакбеем Авлоны до того, как он был назначен первым губернатором Кипра в 1570 году, после того, как Кипр был захвачен Османской империей. Мустафа-паша (ибн Абдулла), который занимал должности санджакбея Боснии и Мореи, был санджакбеем Валоны в конце 16-го и начале 17-го века. Авлона была захвачена венецианцами в 1690 году, но в 1691 году она была вновь отбита турками-османами. В 1691 году центр санджака был перемещен в Берат, и санджак Авлона был постепенно сменил название на санджак Берат. Сари Ахмед-паша был назначен санджакбеем Авлоны в конце 1712 года, а в 1714 году он был переведен на должность бейлербея Румелии. В середине XVIII века санджакбеем санджака Авлона был Ахмет-Паша Курт из рода Музака, который впоследствии был назначен на должность дербендчи-аги (хранитель горных перевалов), который он удерживал до тех пор, пока султан не назначил вместо него внука Али-пашу Телепенского.
В 1809 году санджакбеем Авлоны был Ибрагим-паша.
По словам албанского политика и историка Экрема Влёры, члены его семьи были де-факто (а не де-юре) санджакбееями санджака Авлона в период 1481—1828 годов. В 1834 году Махмуд Хамди-паша был назначен править санджаком Дельвина, Янина и Авлона.
Исмаил Кемали (1844—1919), первый премьер-министр Албании (1912—1914), был избран членом османского парламента в декабре 1908 года от санджака Берат.